# Richard Scoffier
Richard Scoffier, né à Nice en 1955, est un architecte français, titulaire d'un DEA de philosophie, critique, écrivain et enseignant à l’École nationale supérieure d’architecture de Versailles et à l'école nationale supérieure d'architecture de Paris Val de Seine.

## Biographie
En 1991, Richard Scoffier fonde son agence d'architecture après avoir été lauréat des Albums de la Jeune Architecture. En 2002 il réalise le Centre Musical d'Etouvie à Amiens et parallèlement, il exerce une activité de commissaire d'exposition pour le Pavillon Grec de la VIIIe Biennale d'Architecture de Venise. En 2004, il construit la Maison des Associations du 18e à Paris et en 2012, un cabinet privé de psychanalyse dans le 2e arrondissement de Paris. Depuis 2011, les maquettes de ses projets sont exposées par les Maisons de l'Architecture du Centre, d'Alsace et de Poitou-Charentes.
Théoricien, il a publié plusieurs ouvrages, notamment Les villes de la puissance (en 2000), Athènes 2002 : Réalisme Absolu (en 2002) et Les quatre concepts fondamentaux de l'architecture contemporaine (en 2011). Il collabore régulièrement à la revue d'Architectures depuis 2006 en tant que critique. Ses articles et ses livres lui ont valu de recevoir en 2013 la médaille de l'analyse architecturale décernée par l'Académie d'Architecture.
Enseignant titulaire des Écoles d'Architecture depuis 1992, il donne de nombreuses conférences en France comme à l'étranger et anime depuis 2011 l'Université Populaire du Pavillon de l'Arsenal,.

## Principales réalisations
- Centre Musical d'Etouvie à Amiens (2002)

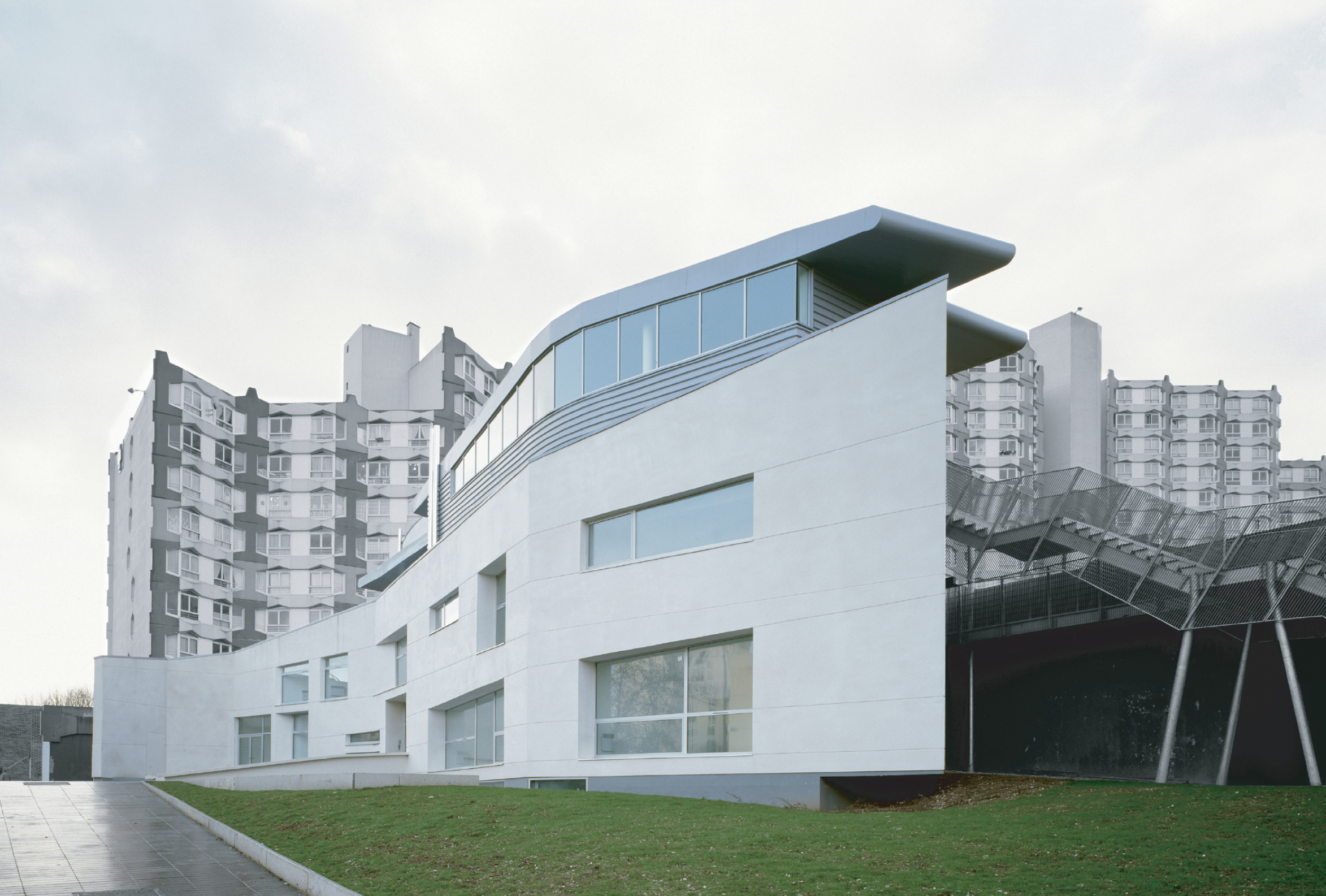
Centre Musical d'Etouvie à Amiens

- Pavillon de la Grèce à Venise (2002)
- Maison des Associations du 18e arrondissement de Paris (2004)

## Ouvrages
- Scènes d'atelier, entretien avec Christian de Portzamparc, Centres Georges Pompidou, Paris, 1996  (ISBN 2-85850-829-1)
- Les villes de la puissance, Éditions Jean-Michel Place, Paris, 2000  (ISBN 2-85893-544-0)
- La ville sans dehors, Éditions Futura, Athènes, 2000  (ISBN 960-7980-20-4)
- Athènes 2002 : Réalisme absolu, Éditions Futura, Athènes, 2002
- Frédéric Borel, Éditions Norma, Paris, 2004  (ISBN 2-909283-55-0)
- Le symbolique, l'imaginaire & le réel, ESA Productions, Paris, 2006
- La ville en éclats, Éditions Futura, Athènes, 2007
- Christian Hauvette, Palais, machines, habitations, Archives d'Architecture Moderne, Bruxelles, 2009  (ISBN 978-2-87143-215-9)
- Sophia Antipolis, quarante ans d'architecture, Éditions D'A, Paris, 2010
- Les quatre concepts fondamentaux de l'architecture contemporaine, Éditions Norma, Paris, 2011  (ISBN 978-2-9155-4241-7)

## Distinctions
- Chevalier de l'ordre des Arts et des Lettres en 2017[9]